# Нортвеј (Аљаска)
Нортвеј (енгл. Northway) насељено је место без административног статуса у америчкој савезној држави Аљаска.

## Демографија
По попису из 2010. године број становника је 71, што је 24 (-25,3%) становника мање него 2000. године.
| Група             | 2000.      | 2010.     |
| Белци             | 17 (17,9%) | 8 (11,3%) |
| Афроамериканци    | 0 (0,0%)   | 0 (0,0%)  |
| Азијати           | 0 (0,0%)   | 1 (1,4%)  |
| Хиспаноамериканци | 0 (0,0%)   | 0 (0,0%)  |
| Укупно            | 95         | 71        |